# Erich Schmidt-Kabul
Erich Schmidt-Kabul, geboren als Erich Schmidt (* 9. Juni 1897 in Stettin; † 6. Mai 1961 in Kiel), war ein deutscher Bildhauer.

## Leben
Nach einer Steinmetzlehre bei der Firma Zeidler & Wimmel in Bunzlau besuchte Erich Schmidt ab 1920 die Unterrichtsanstalt des Kunstgewerbemuseums in Berlin, ab 1924 die Vereinigten Staatsschulen für freie und angewandte Kunst (heute Universität der Künste Berlin). Aufgrund psychischer Erkrankungen musste er die Ausbildung jedoch wiederholt unterbrechen. 1925 beteiligte ihn sein Lehrer Hermann Hosaeus an der Ausführung des monumentalen Löwendenkmals für gefallene Korpsstudenten auf der Rudelsburg bei Bad Kösen.
Von 1927 bis zum Sturz von König Amanullah war er in Afghanistan mit dem Anfertigen von Bauschmuck am Darul-Aman-Palast beteiligt und nannte sich seither Erich Schmidt-Kabul. Nach Berlin zurückgekehrt beteiligte er sich am Wettbewerb für ein Reichsehrenmal der Gefallenen des Ersten Weltkrieges, das bei Bad Berta geplant war, aber nicht realisiert wurde.
Nach einem Aufenthalt in der Nervenklinik der Kieler Universität wurde er auf der Grundlage des am 1. Januar 1934 erlassenen „Gesetzes zur Verhütung erbkranken Nachwuchses“ zwangssterilisiert.
Schmidt-Kabul war Mitglied der SA und beteiligte sich 1942 in Dresden an der „Kunstausstellung der SA“. 1937, 1938, 1941, 1942 und 1944 war er mit Tierfiguren auf den Großen Deutschen Kunstausstellungen im Haus der Kunst in München vertreten.

## Werk

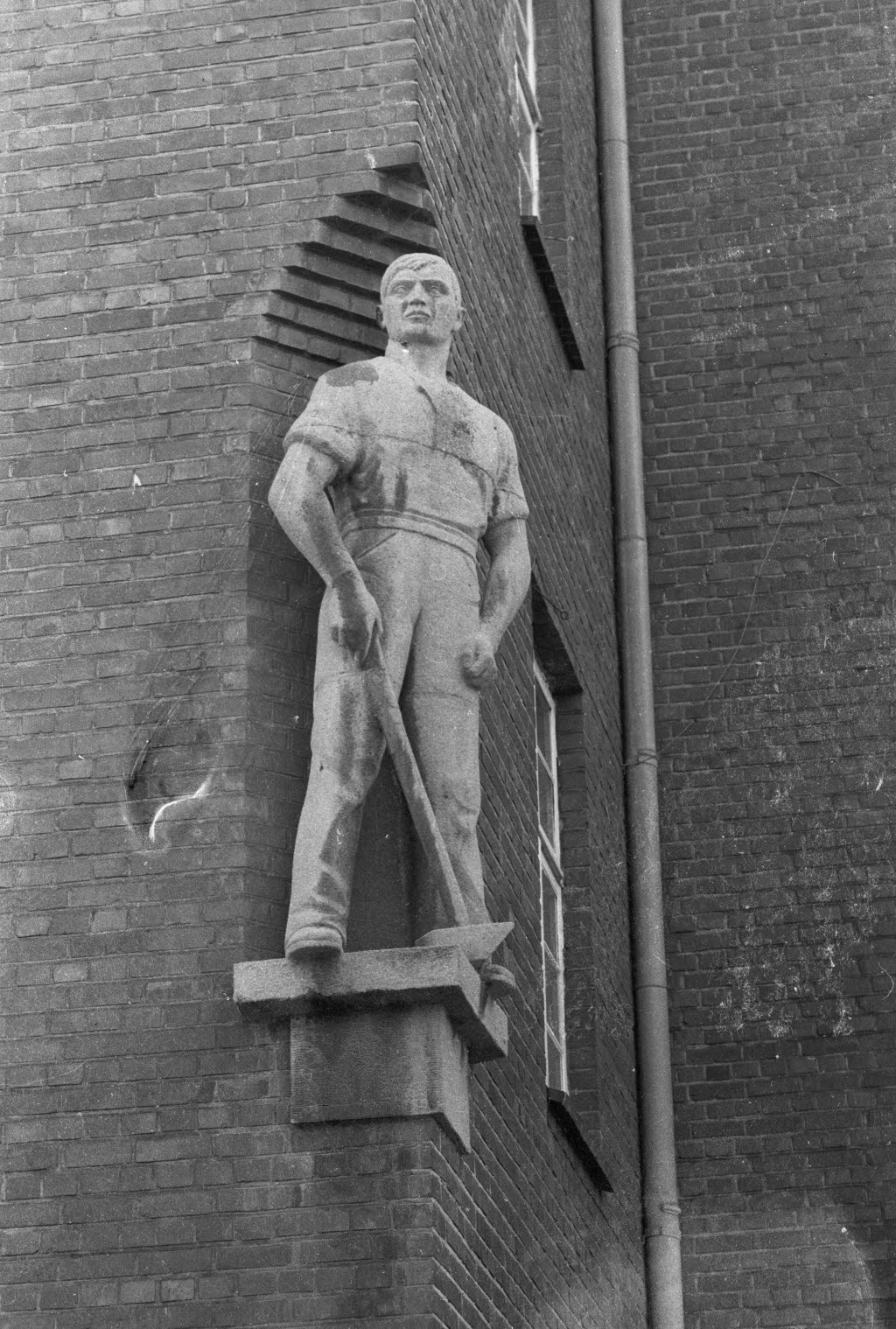
Skulptur Werftarbeiter, 1939/40, Foto von Friedrich Magnussen, 1974

Schmidt-Kabul schuf überwiegend baugebundene Arbeiten. Nach der „Machtergreifung“ fertigte er zahlreiche nationalsozialistische Hoheitszeichen an Kasernen und öffentlichen Gebäuden. Als freier Bildhauer schuf er vor allem Tierfiguren.

### Werke
- 1936: „Hans im Glück“ und „Goldmarie“ Kieler Spar- und Leihkasse, kriegszerstört
- 1936: „Zeitungsente“ Verlagsgebäude der Kieler Neueste Nachrichten, kriegszerstört
- 1937: Hitlerbüste
- 1939: Reliefporträt Ortsgruppenleiter Joachim Meyer-Quade
- 1939/40: „Matrose“ und „Werftarbeiter“ (Kunststein) am ehemaligen Marinearsenal Kiel
- 1940 (ca.): „Schimpanse“ und „Mantelpavian“ (Muschelkalk) in Kiel-Elmschenhagen
- 1949: Pelikan für Brunnenanlage auf dem Eichhof-Friedhof in Kiel
- 1953: Brunnen „Jungen mit Schiffchen“ (Muschelkalk, Keramik) in Kronshagen

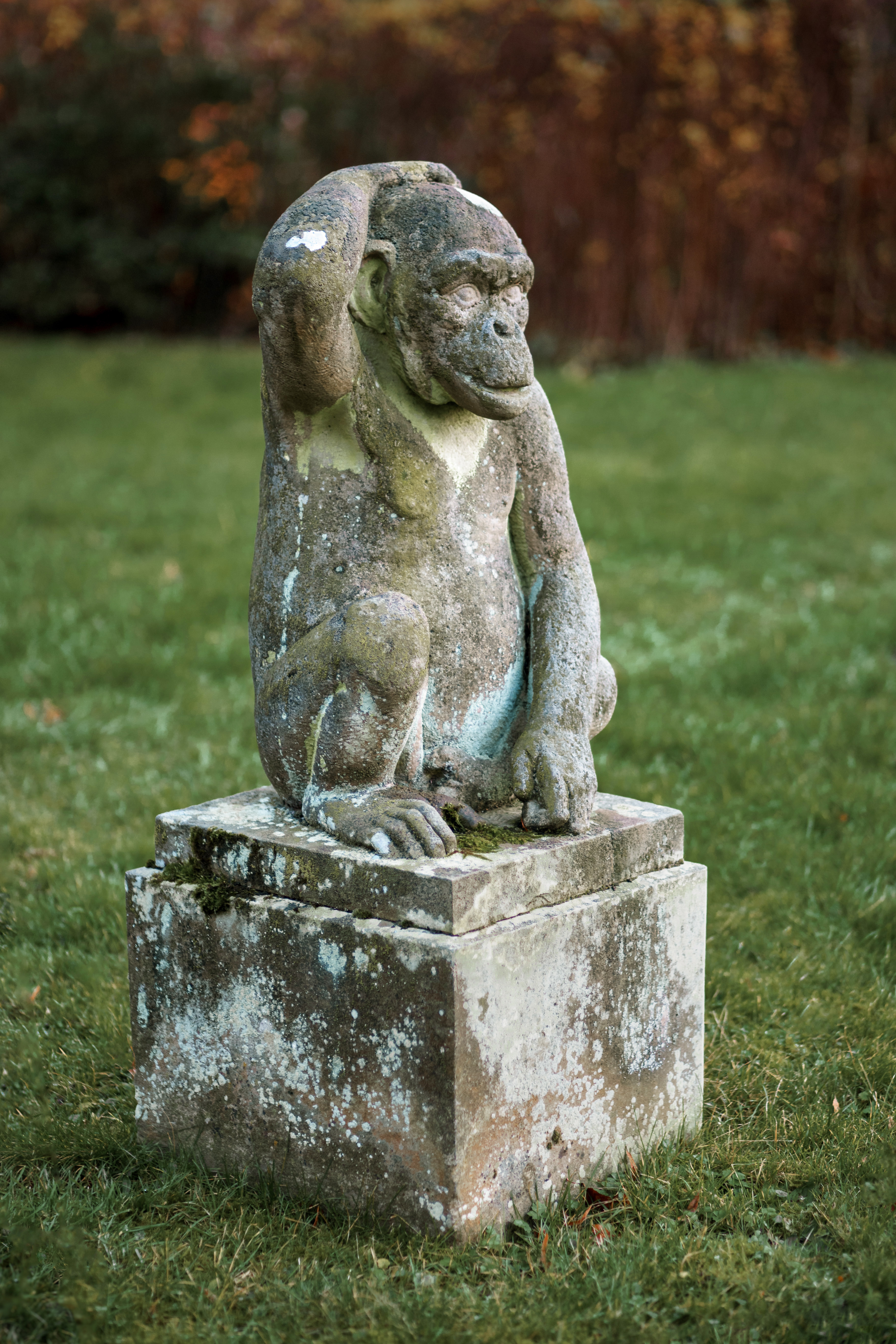
Skulptur Schimpanse, ca. 1940
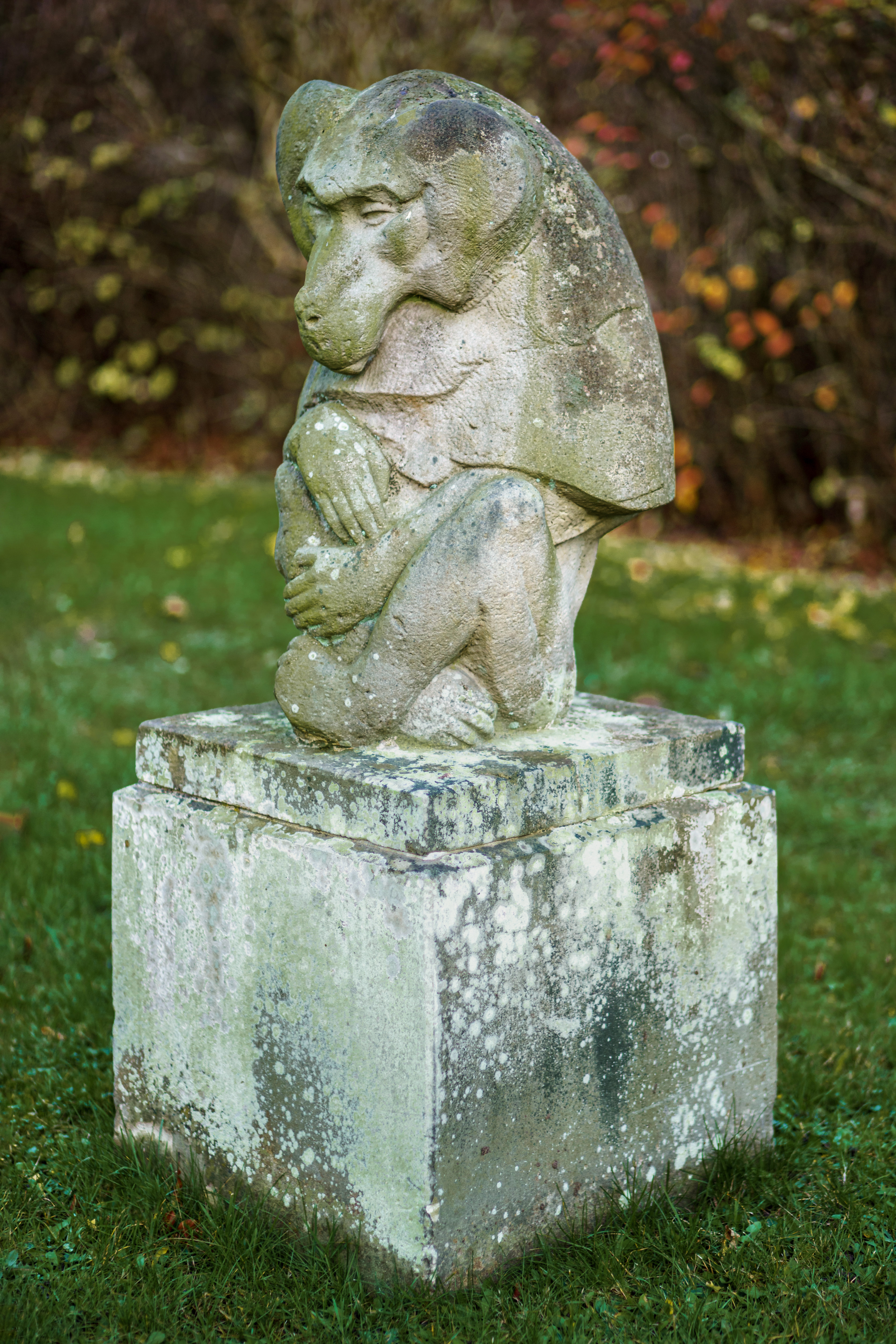
Skulptur Mantelpavian, ca. 1940
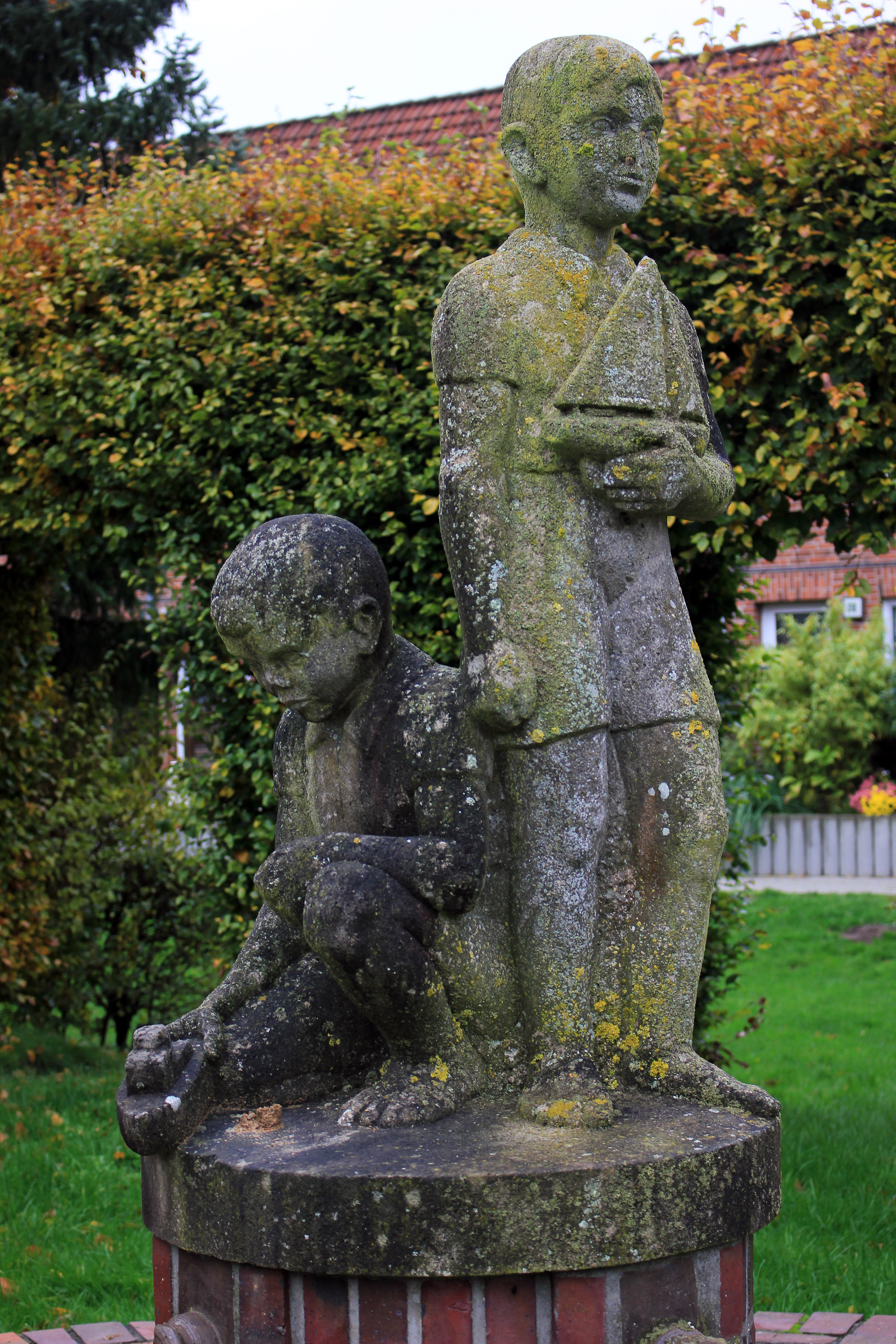
Brunnenskulpturen „Jungen mit Schiffchen“, 1953